# Il segreto (film 1992)
Il segreto (Secrets) è un film televisivo statunitense del 1992, diretto da Peter H. Hunt.

## Distribuzione
È stato trasmesso in prima visione nel 1992, ed è stato poi distribuìto sia in home video sia sulle reti televisive, in diversi Paesi.

## Personaggi
| interprete            | personaggio            |
| --------------------- | ---------------------- |
| Christopher Plummer   | Mel Wexler             |
| Linda Purl            | Jane Adams             |
| Gary Collins          | Zack Taylor            |
| Ben Browder           | Bill Warwick           |
| Josie Bissett         | Gaby Smith             |
| John Bennett Perry    | Dan Adams              |
| Nicole Eggert         | Alexa Adams            |
| Brenda Bakke          | Sandy Warwick          |
| Stephanie Beacham     | Sabina Quarles         |
| Lenny Wolpe           | Harry Pizer            |
| Ray Stricklyn         | Bernie Majors          |
| John Cothran Jr.      | Mark                   |
| O-Lan Jones           | Darlene Hooper         |
| Tom Hallick           | David Maltin           |
| Dean Norris           | Henderson              |
| Miguel A. Núñez Jr.   | Wickford               |
| Charles Walker        | Ronald Fairfield       |
| Carmen Zapata         | giudice                |
| Paul Collins          | Andrew Froman          |
| Dana Kaminski         | Lindsay Baker          |
| Christine Cattell     | conduttrice televisiva |
| Ron Perkins           | Phil Gallagher         |
| Heather Haase         | Dove Hooper            |
| Frank Novak           | ufficiale              |
| Michelangelo Kowalski | narcotrafficante       |